# Yasmin Saleh
Yasmin Saleh (* 27. April 1994 in Kiel) ist eine deutsche Schauspielerin, Sängerin und Regisseurin.

## Leben und Wirken
Yasmin Saleh machte nach ihrem Schulabschluss 2017 bis 2020 eine Ausbildung zur Schauspielerin und Sängerin an der Schauspielschule Bühnenstudio. 
Zudem hat sie Erfahrung als Model.
2019 spielte sie die titelgebende Hauptrolle in dem Fantasy-Kurzfilm Skorya, der zu den Top 44 des 99Fire-Films-Awards 2019 zählte und auch auf der Genrenale in Berlin sowie dem Obscura Filmfest in Hannover gezeigt wurde.
Nachdem sie bereits 2022 als Produktionsassistentin und erste Aufnahmeleiterin für den Film 7 Tage Stress (Regie: Julian Schöneich) tätig gewesen war, führte sie 2024 erstmals selbst Regie für einen Kurzfilm und wirkte als Produzentin zusammen mit Tuana Sandikci an einem weiteren Kurzfilm mit.
Yasmin Saleh ist Mitglied des Bundesverbands Schauspiel (BFFS). Sie gründete zusammen mit Johanna Polley die AG Inklusion von Pro Quote Bühne.

## Theaterrollen
- 2012: Fassaden (Deibelchen), Statttheater Neumünster
- 2014: Die wilden 80er (Fahrgast, Tänzerin), Hoftheater Lübeck[7]
- 2016: Rumpelstilzchen (Rumpelstilzchen), Schönklinik Hamburg
- 2017: Wut/Rage (Sängerin, Tänzerin), Thalia Theater Gauß
- 2017: Yvonne, die Burgunderprinzessin (Innozenz, erste Tante, Würdenträger), Freie Schauspielschule Hamburg
- 2017–2018: Die Weber (Frau Heinrich, Musikerin, Sängerin), Thalia Theater Hamburg
- 2019: Schatten (Performer), Kampnagel Hamburg
- 2020–2022: Die Fledermaus (Polizistin, Tänzerin), Staatsoper Hamburg
- 2022: SMAK! SuperMacho AntiKristo (Mescalina), Volksbühne Berlin[8]
- 2022: Faust der Frauen (Christine de Pizan), Udei.ev
- 2022–2023: Hyäne Fischer – das totale Musical (Chorsängerin, Tänzerin), Volksbühne am Rosa-Luxemburg-Platz
- 2023: Humanities (Performer), Kraftwerk Berlin

## Filmografie
- 2017: Strangers in the night (Kurzfilm, Nebenrolle)
- 2019: Performaniax (Nebenrolle)
- 2019: Skorya (Kurzfilm, Hauptrolle)
- 2020: Death Trip – Tod in der Wildnis (Kurzfilm, Kameraassistenz)[9]
- 2020: Donnie Blackheart (Nebenrolle)
- 2021: Schmalzfleisch für zwei (Kurzfilm, Hauptrolle)
- 2021: Special Agents (Miniserie, Nebenrolle)
- 2022: Traumsog (Kurzfilm, Hauptrolle)[10]
- 2022: Wrong – Unzensiert (Fernsehserie, Episodenrolle in Folge 4)
- 2022: 7 Tage Stress (Gastrolle; Produktionsassistenz, erste Aufnahmeleiterin, Script Continuity)[11]